# Juan José Balzi
Juan José Balzi (Buenos Aires, 28 de maio de 1933 - São Paulo, 21 de setembro de 2017) foi um pintor, ilustrador, desenhista, professor de desenho e publicitário ítalo-argentino radicado no Brasil.

## Biografia
Juan J. Balzi nasceu em uma família de artistas: sua mãe era pianista e foi diretora de um conservatório musical; sua irmã foi a renomada pianista e musicóloga Beatriz Balzi . Mas foi seu tio, o arquiteto e pintor Vanni Balzi, quem o estimulou a entrar para a Academia Nacional de Belas Artes de Buenos Aires, onde ingressou aos 14 anos de idade e onde tornou-se colega de Ricardo Dagá, Rómulo Maccio, Julio Le Parc, dentre outros. Frequentou a Academia durante nove anos, obtendo o título de Professor de Desenho e Técnico em Publicidade Artística. 
Em 1958, contratado pela agência Grant Advertising para atuar como "Art Director", veio para o Brasil. Começava assim uma carreira que lhe proporcionou atuar nas mais conhecidas multinacionais de propaganda e que o levaria até o cargo de "Creative Director", em 1975, momento em que decidiu abandonar a publicidade para dedicar-se exclusivamente à pintura. Foi importante, nessa decisão, o estímulo de sua mulher, Marina Thiel Grillo, com quem havia se casado em São Paulo. 
Em 1964, o casal mudou-se para a Itália. Em Milão, na Accademia di Brera, Balzi fez os anos que lhe faltavam para convalidar seu título e conheceu Carlo Carrá, cujos conselhos foram valiosos para seu amadurecimento artístico. Foram também importantes seus encontros com Salvador Dalí, em Barcelona, local onde a família Balzi residiu de 1968 a 1987. Esse foi o período de sua maior atividade artística. Nele realizou inúmeras exposições e participou de diversos eventos, dentre os quais, o 1º Congresso de Artistas Latino-americanos na Galeria Gaudí, provavelmente o mais importante deles.
Em 1987, Balzi retornou ao Brasil e durante dez anos dedicou-se a realizar oficinas de pintura e grafite para adolescentes carentes do ABC paulista. O resultado dessa experiência consubstanciou-se no livro Meninos de Arte, lançado pela editora Nova Alexandria. Esse livro mostra que é possível fazer arte com pouquíssimos recursos, desde que se tenha o elemento principal, a inspiração. Além da recuperação visual de vários centros comunitários do grande ABC e do resgate cultural e moral de centenas de jovens, o trabalho com eles influenciou fortemente a maneira de Balzi intervir em imagens dos meios de comunicação, originando um conceito que ele mesmo chamava de “pichação gráfica”.

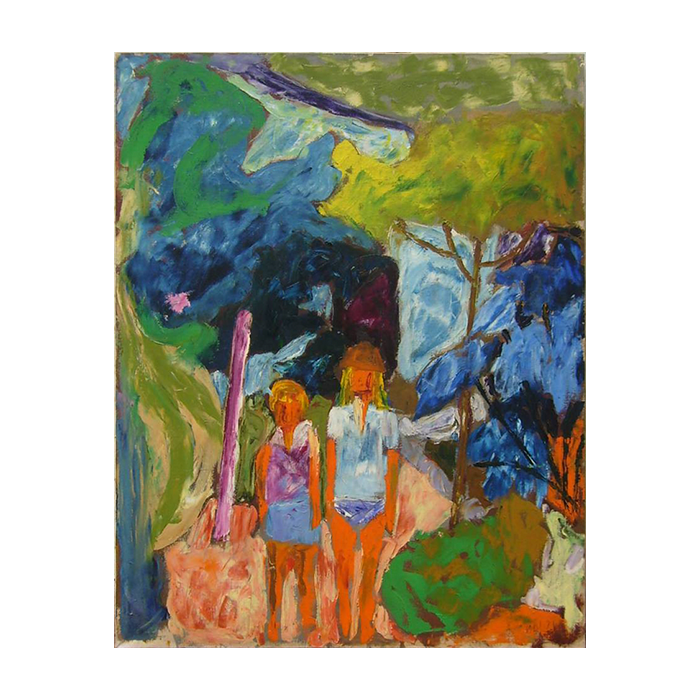
63, de Juan José Balzi

## Obras
Balzi é autor de aproximadamente 500 óleos e inúmeros desenhos. Igualmente fecunda foi sua atividade como ilustrador: em Barcelona ilustrou as obras completas de Baltasar Gracián, José Martí e Domingos Facundo Sarmiento e, já de volta a São Paulo, ilustrou aproximadamente 50 livros para editoras de São Paulo. O ilustre crítico Santos Torroella disse de Balzi: “É pintor notável, em cujas obras fica patente esse fazer fácil, resolvido com eficácia e simplicidade, que denota sempre uma ampla e bem resolvida aprendizagem. Seus óleos são esplêndidos, em colorações soltas que respondem a uma visão muito pictórica. Não ficam atrás seus desenhos, com traços muito sensíveis, tecnicamente perfeitos”.

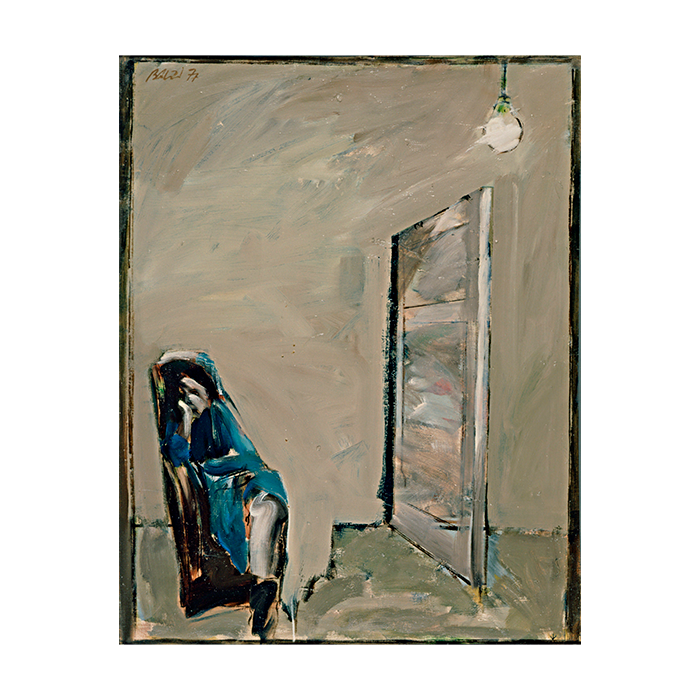
Leonor, Obra de Juan José Balzi

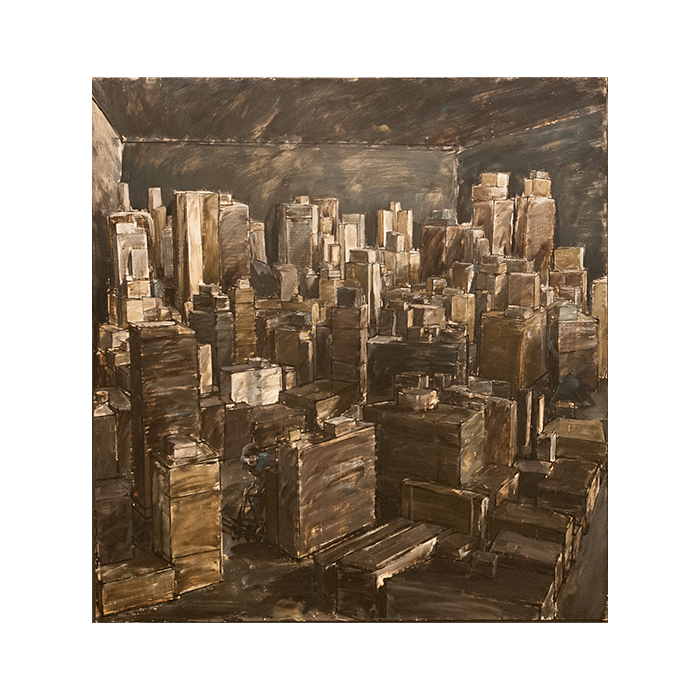
Ritaglio, Obra de Juan José Balzi

Suas obras encontram-se em museus e em coleções particulares, tendo sido expostas na Bienal de São Paulo de 2002, no Museu de Arte Contemporânea de São Paulo (MAC-SP) e na Fundação Armando Álvares Penteado (FAAP), dentre outros lugares. Balzi criou a imagem gráfica da Editora Nova Alexandria e de várias obras literárias das editoras Globo, Abril, Ática, Moderna e Melhoramentos. É autor do livro O Impressionismo (Ática,1992). Em 1982, o então Diretor do MAC, Wolfgang Pfeiffer, assim escreveu sobre ele: “A grande força de compaixão e o engajamento social - não necessariamente no sentido político - conduziram Balzi para uma pintura vigorosa, onde ele mostra ambientes nos quais introduz o ser humano, chegando à demonstração de caráter essencial das situações. Em muitos casos ele coloca a figura humana num isolamento bastante expressivo, em cenários carregados de cores escuras. Esses ambientes marcam, também, o espírito das imagens que devem ser contempladas”.

### Cronologia
- 1933 - Nasce em Buenos Aires.
- 1947 - Ingressa na Academia Nacional de Belas Artes.
- 1956 - Graduou-se com os títulos de Professor de Desenho e Técnico em Publicidade Artística.
- 1958 - É contratado pela Grant Advertising para sua agência no Brasil e passa a dividir sua atividade de pintor com a de publicitário. Realiza um grande painel mural para o Governo do Rio Grande do Sul.
- 1961 - Casa-se com Marina Thiel Grillo. A natureza e o clima do Brasil influenciam fortemente sua pintura, que evolui para uma espécie de fauvisme.
- 1964 - O casal muda-se para Milão. Balzi obtém a cidadania italiana e convive com Carlo Carrà e outros artistas da época.
- 1965 - Nasce sua filha Silvia.
- 1966 - Transfere sua residência para Madri.
- 1968 - Muda-se para Barcelona, onde nasce seu filho Mario. Sua pintura evolui para uma espécie de expressionismo metafísico.
- 1970 - Ilustra as obras completas de Baltasar Gracián para a editora Argos Vergara.
- 1971 - Participa do I Congresso das Artes Plásticas de América Latina na Sala Gaudí. Encontra com Salvador Dalí.
- 1972 - Participa da Exposição Internacional de homenagem a Picasso em Vallauris, França.
- 1976 - É convidado pela galeria Gian Ferrari de Milão para participar da "Decima Biennale di Campione d'Italia". Expõe na Galeria Angel Boscán de Caracas, Venezuela.
- 1979 - Ilustra os romances "Facundo" e "Recuerdos de Provincia" de Domingo F. Sarmiento e as obras completas de José Martí. Obtêm o diploma da Accademia de Brera. Habilitado pela Universidade de Bolonha, assume as cátedras de Educação Artística e de Desenho e História da Arte no Liceo Italiano de Barcelona.
- 1980 - Participa da exposição inaugural do MAC da Nicarágua.
- 1981 - Assiste, como professor convidado, ao Simpósio sobre Novas Técnicas de Pintura Mural da Libera Università Europea em Montefiore Conca, Itália.
- 1982 - Junto com o escultor Vicente Mir, apresenta as 50 obras do projeto Esculto-pintura na galeria Fontana D'Or de Gerona, Espanha. Expõe no MAC de São Paulo.
- 1987 - Participa da exposição Novos Expressionistas Espanhóis, em Nova York. Muda-se para o Brasil.
- 1988 - O Clube de Criação de São Paulo realiza uma grande mostra de suas ilustrações.
- 1989-1991 - Ministra cursos de pós-graduação em História da Arte e Metodologia do Ensino da Arte na FAAP. Junto com sua irmã, Beatriz, apresenta um Informe no Congresso de Educação Artística de La Habana, Cuba. Ministra diversos cursos de História da Arte para a Secretaria Municipal de Cultura, Instituto Italiano de Cultura, Aliança Francesa, Fundação Ioschpe e várias outras instituições. O Museu de Arte Brasileira e o Instituto Italiano de Cultura organizam uma grande exposição retrospectiva de sua obra, na FAAP.
- 1992 - A Embaixada da Espanha realiza uma exposição de sua obra por ocasião do 5º Centenário do Descobrimento da América. A editora Ática edita seu curso O Impressionismo.
- 1993 - Participa de mostra no Paço Municipal de Santo André.
- 1994-1997 - Realiza oficinas de pintura e grafite com adolescentes de rua e grafiteiros para a Secretaria do Estado da Cultura, baseadas em seu projeto Imagens de 3ª Geração (intervenção gestual sobre imagens da mídia).
- 1998 - Tem suas obras exibidas no Museu Estadual de Tübingen (Alemanha), na exposição intitulada "Balzi e os Meninos de Arte". Participa da I SP Arte, exposição de abertura da XXV Bienal de São Paulo.
- 1998-2004 - Realiza oficinas de pintura e grafite para adolescentes carentes em seis centros do Município de Santo André. Na sua pintura alternam-se momentos de extremo radicalismo gestual com outros de total abandono a uma fruição meramente pictórica.
- 2004 - Morre sua esposa Marina.
- 2005 - Participa da exposição "Transeuntes" no MAC de São Paulo.
- 2010 - Desenvolve um curso de pintura para as Faculdades Claretianas de educação à distância e tem sua obra Meninos de Arte, uma detalhada metodologia de arte-educação, publicada pela Editora Nova Alexandria. Ambos os trabalhos compõem um extenso e profundo tratado sobre o pensamento artístico de Balzi.
- 2013 - Realiza a exposição "Balzi e os Meninos de Arte" no Centro Cultural Cervantes de São Paulo.
- 2015 - É homenageado pela Presença da América Latina - PAL com o prêmio Destaques Personalidades Inmigrantes Latinos en Arte.
- 2017 - Participa da 2ª Bienal Internacional de Arte de Gaia (Portugal) a convite do artista Fernando Durão.
- 2017 - Morre em São Paulo, no dia 21 de setembro.
- 2017 - Em novembro, inaugura a mostra “Balzi, os anos de Barcelona: 1967-1987” no Instituto Cervantes de São Paulo.